# 피에르 볼티에
피에르 볼티에(프랑스어: Pierre Vaultier, 1987년 6월 24일~)는 프랑스의 은퇴한 스노보드 선수로 주 종목은 크로스이다. 2014년과 2018년 동계 올림픽 크로스 경기에서 금메달을 획득했다.

## 성적

### 올림픽
| 년도 | 대회일   | 장소            | 종목            | 결과 | 메달 |
| ---- | -------- | --------------- | --------------- | ---- | ---- |
| 2006 | 2월 16일 | 이탈리아 토리노 | 스노보드 크로스 | 35위 | -    |
| 2010 | 2월 15일 | 캐나다 밴쿠버   | 스노보드 크로스 | 9위  | -    |
| 2014 | 2월 18일 | 러시아 소치     | 스노보드 크로스 | 1위  |      |
| 2018 | 2월 15일 | 대한민국 평창   | 스노보드 크로스 | 1위  |      |